# حسن محمد
حسن محمد (عربی: حسن محمد حسين) (زاده ۲۳ اوت ۱۹۶۲) بازیکن سابق فوتبال اهل امارات متحده عربی است.
وی عضو تیم ملی فوتبال امارات متحده عربی در جام جهانی فوتبال ۱۹۹۰ بوده است.